# Православная иконография Иисуса Христа
Православная иконография Иисуса Христа (христологический ряд) включает многочисленные варианты изображения Христа в православном искусстве. Основными типами являются Пантократор и Спас Нерукотворный.

## Список
| Название | Икона                                                                                              | Описание |
| --- | -------------------------------------------------------------------------------------------------- | --- |
| Ангел Великого совета | | Ангел Великого совета — одно из символических именований Христа, заимствованное из Ветхого Завета (Ис. 9:6). Послужило источником для особого типа изображения Христа в виде Архангела с крыльями, которое встречается как самостоятельно, так и в составе различных символико-догматических композиций («Сотворение мира», «И почил Бог в день седьмый…» и других). Образ оказал влияние на сложение в русском искусстве XVI века иконографии Иисуса Христа «Благое Молчание». |
| Благое Молчание (Спас Благое Молчание, Ангел Благого Молчания)                                                              | Иван Дьяконов (?). Икона из местного ряда центрального иконостаса церкви Илии Пророка в Ярославле. | Спас Благое Молчание — иконографический тип изображения Иисуса Христа в ангельском чине, до воплощения, в виде Безбородого Юноши с крыльями за спиной, в белой далматике с широкими рукавами, кайма и пояс которой украшены жемчугом. Руки сложены крест-накрест и прижаты к груди, как при причастии. Свиток или книга принципиально отсутствуют. Нимб ещё не крестчатый, а подобен восьмиконечной звезде (единственный иконографический тип изображения Христа с нимбом Господа Саваофа). Звезду образуют два квадрата, один из которых обозначает Божественность Творца-Вседержителя, а другой знаменует собой мрак непостижимости Божества. Этот сюжет появляется в России в XV веке, он восходит к византийской иконографии Ангела Великого Совета. |
| Ангел Великого Совета, крест нательный.                                                                                     | | |
| Великий Архиерей | | Спас Великий Архиерей — символическое изображение Христа в образе Священника. Библейским источником иконографии служит, по всей видимости, 109 псалом: «Ты еси Иерей вовек по чину Мелхиседекову…» (Пс. 109:4). - «Ты еси Иерей во век» — вариант иконы Троицы Новозаветной «Христос Распятый Серафим», названной по тому же псалму. - Спас Иерей - Ты еси Иерей во век |
| Ветхий денми | | Христос Ветхий денми (Ветхий днями) — изображение Иисуса Христа в облике Седовласого Старца. Одежды традиционны для икон Христа, нимб обычно кресчатый. Эпитет «Ветхий деньми», как и источник иконографии восходят к Ветхому Завету. В видении пророка Даниила Бог описывается в виде Старца — «воссел Ветхий днями; одеяние на Нем было бело, как снег, и волосы главы Его - как чистая волна» (Дан. 7:9). Понимание библейского Ветхого денми как Бога-Отца, Первого Лица Святой Троицы, приводит к таким формально запрещённым иконографическим схемам изображения Троицы, как Отечество и Сопрестолие. Догмат о неизобразимости Бога-Отца и неоднократно описываемые в Библии антропоморфные облики Божества (Быт. 3:8; Быт. 32:24—30; Исх. 6:3, Исх. 33:23; Дан. 7:9, 13 и др.), приводят к выводу о том, что видимым людям являлось второе Лицо Троицы, Бог-Сын. В иконописи подобная точка зрения выражается в надписывании имени Иисуса Христа над изображением Ветхого денми. Первые изображения Христа Ветхого денми известны не позднее VI века (церковь святой Констанции в Риме). В русской иконографии можно отметить фрески церкви Спаса на Нередице (Новгород Великий, XII век).                                                                                 |
| Всевидящее Око | | Всевидящее Око — состоит из четырёх концентрических кругов. От меньшего центрального круга исходят четыре луча. Внутри изображение благословляющего Христа Эммануила. Надпись на окружности: «Очи мои на верныя земли, чтобы они пребывали при мне» (Пс. 100:6). Второй круг изображает лицо с 4-ми глазами. Надпись на окружности: «Величит душа Моя Господа, и возрадовался дух Мой о Боге, Спасителе Моем, что призрел Он на смирение Рабы Своей» (Лк. 1:46—48). Над третьим кругом возвышается Богородица. Надпись на окружности: «Угль Исайи проявляли солнце из Девической утробы, возсия во тьме, заблуждшим благоразумия просвещение подавая». Четвёртый круг изображает звездное небо. Над изображением Богородицы возвышается изображение благословляющего обеими руками Саваофа с нимбом в виде восьмиконечной звезды. Вокруг него окружность с надписью: «Свят, свят, свят Господь Саваоф, исполнь небо и земля славы Твоея» (Ис. 6:3). В концах четырёх лучей, исходящих из меньшего круга изображения 4 крылатых животных с нимбами (орел, телец, лев, человек) — символ 4 евангелистов. Вокруг животных поясняющие надписи: Матфей писан ангел, посол Господень; Марко писан орлим, возлете на небеса; Лука писан Телчим, Мир; Иоанн писан лев, во гробе положиша. |
| Деисус | | Икона или группа икон, имеющая в центре Христа Пантократора, а справа и слева от него соответственно — Богоматери и Иоанна Крестителя, представленных в традиционных жесте молитвенного заступничества. Может включать в себя аналогичные изображения апостолов, св. отцов, св. мучеников и пр. Основной догматический смысл деисусного чина — посредническая молитва, заступничество за род людской перед лицом грозного Небесного Царя и Судии. Ангельский деисус — название иконографической композиции, включающей Христа Эммануила и двух архангелов — Михаила и Гавриила. Существует ошибочное мнение, что данная композиция представляет собой символическое изображение Троицы. - Ангельский деисус (со Спасом Эммануилом) |
| Добрый Пастырь | | Добрый Пастырь — символическое именование и изображение Иисуса Христа, заимствованное из Ветхого Завета и повторенное Христом в Новом Завете в аллегорическом описании своей роли учителя. Иисус изображается виде безбородого юного пастуха с жезлом, окруженного пасущимися овцами, или же, согласно евангельской притче, — с заблудшей овцой, вскинутой на плечи (Лк. 15:3-7). Была распространена в раннехристианском искусстве, затем сошла на нет. В иконописи появляется в регионах, находящихся под западным влиянием. |
| Древо Иессеево | | Икона Древо Иессеево часто представляет лежащего на земле Иессея, из груди которого разрастается родословное древо с изображениями предков Христа в медальонах. |
| Единородный Сыне и Слове Божий                                                                                              | | Фактически — Новозаветная Троица. В центре иконы изображены мир разума и духовный мир Земли с твердью. Образ мира разума — Премудрость или Свет Разума со свитками Истины, управляющая человеческими душами. Выше изображен Господь Бог Творец и Созидатель Земли и Неба. В Его нимбе видим два квадрата, образ полноты знаний духовного мира и мира разума. Управляют днем и ночью на Земле Солнце и Луна. Слева виден Дворец Царствия Небесного. Ниже изгнанные из рая в змея лукавого владения Адама и Еву за первородный грех — нарушение первой заповеди Господа Бога: не ешь плодов с дерева добра и зла, смертию умрешь. Образ смерти — ад, где предстоит вечное пребывание грешным душам в адских мучениях. |
| Лоза Истинная (Виноградная лоза)                                                                                            | | Спас Лоза Истинная — редкий иконографический тип, изображающий Христа в соответствии с евангельскими словами: «Я есмь истинная виноградная лоза, а Отец Мой — виноградарь» (Ин. 15:1), «Аз есмь лоза, вы же гроздие» (Ин. 15:5). В ранних вариантах (XV век) Христос окружён лозой, в ветвях которой изображены Богородица, Иоанн Предтеча и апостолы (то есть евангельская фраза передаётся буквально). В более поздних (XVII—XVIII века) вариантах усиливается евхаристическое содержание, на лозе, вырастающей в руках или из прободённого ребра Спасителя, виноградная гроздь, которую Христос отжимает в потир. Из символико-аллегорической композиция превращается в дидактически-назидательную. В греческом варианте икона подписывается «Άμπελος», что, собственно и означает «виноградная лоза». |
| Недреманное Око | | Спас Недреманное Око (Христос Анапесон) — особый иконографический тип, представляющий Христа в виде отрока, диагонально возлежащего на ложе с открытыми глазами, подперев правой рукой голову. Ему предстоят Богородица и Ангел, над ложем — летящий ангел с орудиями страстей. В качестве фона чаще всего используется цветущий сад. Икона появилась в XIV в. на горе Афон |
| Не рыдай Мене, Мати | | Не рыдай Мене, Мати… — иконографическая композиция, представляющая Христа во гробе: обнажённое тело Спасителя наполовину погружено в гроб, голова приопущена, глаза закрыты, руки сложены крест-накрест. За спиной Христа крест, часто с орудиями страстей. |
| Происхождение честных древ Животворящего Креста                                                                             | | Развитие иллюстрации к 11-му кондаку Акафиста Богоматери «Пение всякое побеждается». Смысл данного сюжета связан с цельбоносным «Спасовым источником» у монастыря Всемилостивого Спаса при городской стене Константинополя, куда на праздник Происхождения Честных Древ Креста Господня направлялся крестный ход из Софии Константинопольской с частицей Истинного Креста, постоянно хранившейся в императорских покоях. |
| София Премудрость Божия | | - Премудрость созда Себе дом |
| Спас Вседержитель (Пантократор)                                                                                             | | Вседержитель или Пантократор (греч. παντοκράτωρ — всевластный) — центральный образ в иконографии Христа, представляющий Его как Небесного Царя и Судию. Спаситель может изображаться в рост, сидя на троне, по пояс, или огрудно. В левой руке свиток или Евангелие, правая обычно в благословляющем жесте. Образ Христа Вседержителя используется в одиночных иконах, в составе деисусных композиций, в иконостасах, стенных росписях и т. д. Так, этот образ традиционно занимает пространство центрального купола православного храма. Существует несколько подтипов: - Спас в силах — Христос изображен на фоне красного квадрата (символ Земли), который вписан в синий овал (мир духовный). Поверх синего овала — красный ромб (символ мира невидимого). - Спас на престоле - Психосостер (Душеспаситель) - Елеемон (Милующий) - Спас в силах - Спас на престоле |
| Спас оплечный (Спас оглавный)                                                                                               | | Источником иконографии послужила часто используемая в искусстве раннего Средневековья композиционная формула, заключающая оплечное изображение Спасителя или святого в медальоне. - Спас Ярое око |
| Спас в рост | | - Спас Всемилостивый (икона) - Спас Смоленский (Спас с припадающими, проскинесис) — иконография Спасителя, изображающая Иисуса Христа в рост с Евангелием в руке и припадающими святыми Сергием Радонежским и Варлаамом Хутынским. - Спас Смоленский |
| Спас Нерукотворный (Нерукотворенный Убрус Господень)                                                                        | | Нерукотворный Образ Иисуса Христа, Спас на убрусе, Мандилион — один из основных типов изображения Христа, представляющий Его лик. Изображение обычно оглавно. Два основных варианта: - на убрусе (плате) - или чрепии, на керамиде (черепице, кирпичной кладке — «Чрепие», Святая Керамида, Керамидион). - На Руси сложился особый вид Нерукотворного Образа — «Спас Мокрая брада» — изображение, в котором борода Христа сходится в один тонкий кончик. - На чрепии - Мокрая брада |
| Спас Эммануил | | Спас Эммануил, Еммануил — иконографический тип, представляющий Христа в отроческом возрасте. Наименование образа связано с пророчеством Исаии, исполнившемся в Рождестве Христовом (Мф. 1:21-23). Имя Эммануил присваивается любым изображениям Христа-отрока — как самостоятельным, так и в составе композиций икон Богородицы с Младенцем, Отечества, Собора Архангелов и др. |
| Царь Иудейский | | Христос Царь Иудейский — композиция католического происхождения, представляющая Христа в терновом венце и багрянице. Изображение чаще всего поколенное, руки Спасителя связаны, в правой руке трость. (См. также Ecce Homo и Муж скорбей). Источник названия и иконографии — евангельская сцена поругания Христа римскими солдатами (Мф. 27:27-30). - Спас Полуночный (Христос в темнице) - западная иконография |
| Царь Славы (Христос во гробе)                                                                                               | | Иконографическая композиция, представляющая поясное изображение Христа, обнаженного по пояс, с низко опущенной головой. |
| Царь царем и Предста Царица                                                                                                 | | Царь царем (Царь царей) — особый эпитет Христа, заимствованный из Апокалипсиса (Откр. 19:11-17), а также иконографический тип, изображающий Иисуса Христа как «Царя царствующих и Господа господствующих» (1Тим. 6:15). Самостоятельные иконы Царя царем встречаются редко, чаще подобные изображения входят в состав особой деисусной композиции. Обычно Христос изображается в окружении мандорлы, в царском одеянии, со множеством диадем на голове, образующих тиару, со скипетром, завершающимся крестом, в левой руке, от левого плеча в сторону («из уст») направлен меч. Иногда символические атрибуты Царя Царей изображаются и на образе смешанной иконографии «Архиерей Великий — Царь Царей». - Отрыгну сердце мое слово благо (Пс. 44:2) |
| Церковь Христова | | - Апостольская проповедь |
| Хвалите Господа с небес | | Сложная иконографическая композиция, иллюстрирующая 148-й псалом. Верхняя часть посвящена воспеванию небес, в центре которой — Христос, восседающий на престоле в окружении ангелов. Ниже размещены группы пророков, апостолов, святителей и все праведные народы, внизу — реальные и мифические звери. |
| Христос Агнец Божий (Се Агнец)                                                                                              | | |
| Христос Халки, Христос Халкит                                                                                               | | Христос Халки (Христос Халке) — иконографический образ Христа, в котором за Его головой изображён крест, а нимб отсутствует. (По другой версии — Спас в рост) |
| | | |
| Христос в темнице («Спас Полунощный», «Спаситель в темнице», «Сидящий Спаситель», «Страдающий Христос», «Бичуемый Христос») | | Христос в темнице — сюжет православной скульптурной иконографии, широко распространённый в народной культуре XVII—XIX веков. Скульптура изображает заточение Иисуса Христа после пыток (или во время них), ожидающего восхождения на Голгофу. Христос изображался сидящим, с терновым венцом на голове и, обычно, с прижатой к щеке правой рукой. |
| Предвечный Младенец (Богомладенец Христос на руках святого праведного Симеона Богоприимца)                                  | | Предвечный Младенец — иконографический тип изображения Иисуса Христа в виде Богомладенца сидящего на руках. Обычно характерен для иконографии Богородичных икон. Но, имеется единственное исключение - иконы изображающие Богомладенца на руках святого праведного Симеона Богоприимца. Явленный 11/24 мая 1800г. Образ в Красном Селе Санкт-Петербурга Предвечного Младенца на руках святого праведного Симеона Богоприимца. |